# 356. brigada za civilne zadeve (ZDA)
356. brigada za civilne zadeve (izvirno angleško 356th Civil Affairs Brigade) je bila brigada za civilne zadeve Kopenske vojske Združenih držav Amerike.

## Zgodovina
Brigada je bila ustanovljena leta 1975 s preoblikovanjem 77. rezervnega poveljstva Kopenske vojske ZDA in bila deaktivirana leta 1978.